# Szkarłatka

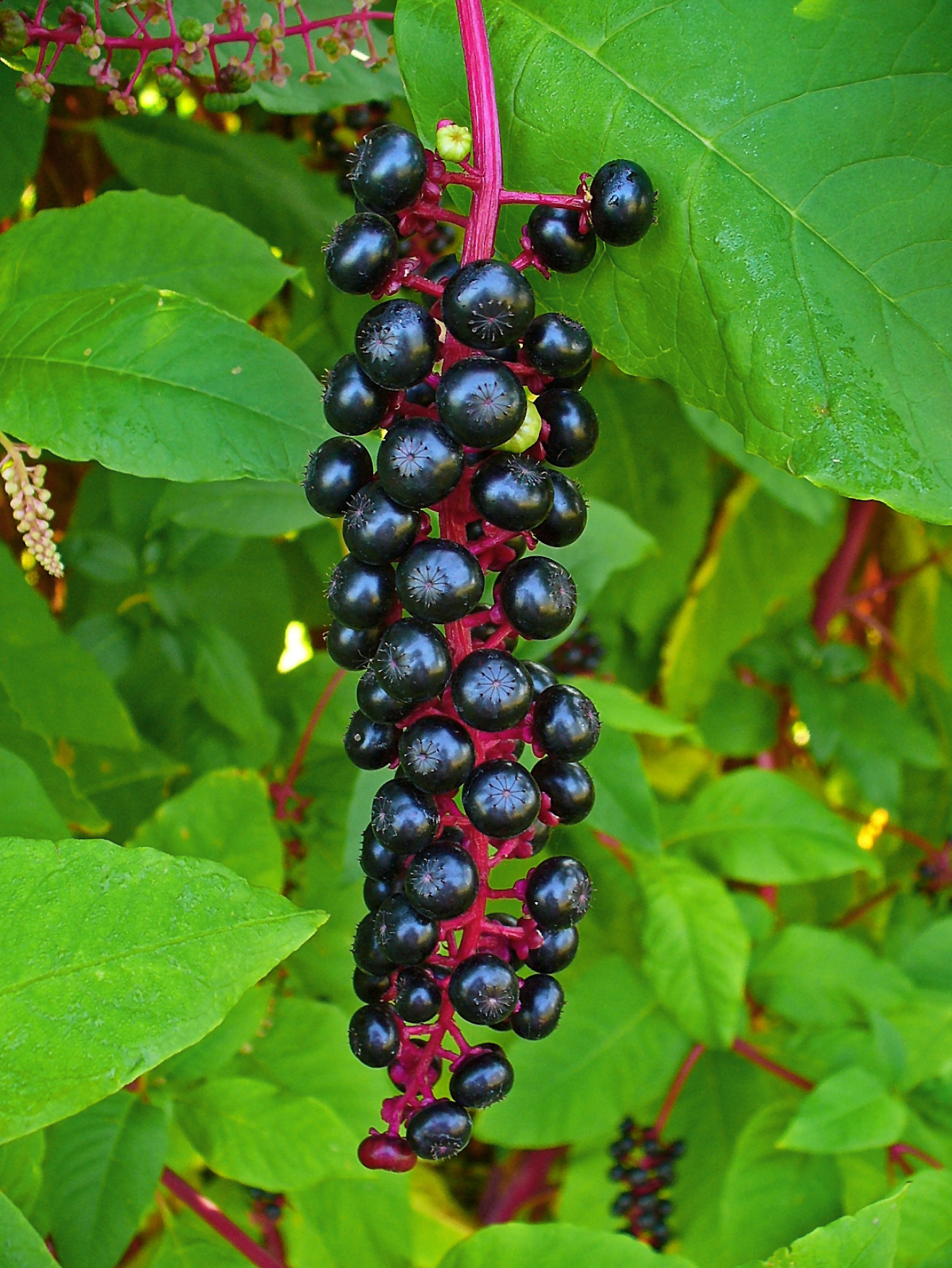
Owoce szkarłatki amerykańskiej

Szkarłatka, alkiermes (Phytolacca L.) – rodzaj roślin z rodziny szkarłatkowatych (alkiermesowatych). Obejmuje 26 gatunków. Rośliny te spotykane są na wszystkich kontynentach (z wyjątkiem Antarktydy) w strefie tropikalnej i subtropikalnej, z największym zróżnicowaniem na półkuli północnej, przy czym w Europie, Australii, północnej Afryce rośliny te występują jako introdukowane. W Polsce dwa gatunki notowane są jako przejściowo dziczejące (efemerofity) – szkarłatka amerykańska P. americana i szkarłatka jagodowa P. acinosa.
Kilka gatunków uprawianych jest jako rośliny uprawne. Młode pędy niektórych gatunków są jadalne po ugotowaniu. Sok z owoców wykorzystywany był do barwienia wina i jako atrament. Niektóre gatunki wykorzystywano jako rośliny lecznicze i źródło saponin do trucia ślimaków.

## Morfologia
PokrójWysokie byliny wyrastające z grubego, drewniejącego korzenia, osiągające do 2 m wysokości, rzadko drzewa (P. dioica) o wysokości do 25 m.
LiścieSkrętoległe, niepodzielone i zwykle ogonkowe.
KwiatyZebrane w liczbie od 5 do 100 w groniaste kwiatostany wyrastające z kątów liści, zwisające lub wzniesione. Działki kielicha w liczbie 5 do 8, białe, rzadziej zielonkawe lub czerwone, zaokrąglone, podczas owocowania często mięśniejące. Płatków korony brak. Pręcików jest 5 do 30 w jednym lub dwóch okółkach. Zalążnia górna z 3–16 szyjkami (odpowiednio do liczby owocolistków).
OwoceSpłaszczone, ciemnoczerwone jagody i soczewkowate niełupki.

## Systematyka
Pozycja systematyczna
Rodzaj z rodziny szkarłatkowatych (alkiermesowatych) Phytolaccaceae.
Wykaz gatunków
- Phytolacca acinosa Roxb. – szkarłatka jagodowa
- Phytolacca americana L. – szkarłatka amerykańska
- Phytolacca bogotensis Kunth
- Phytolacca chilensis (Moq.) H.Walter
- Phytolacca cyclopetala H.Walter
- Phytolacca dioica L.
- Phytolacca dodecandra L'Hér.
- Phytolacca exiensis D.G.Zhang, L.Q.Huang & D.Xie
- Phytolacca goudotii Briq.
- Phytolacca heptandra Retz.
- Phytolacca heterotepala H.Walter
- Phytolacca icosandra L.
- Phytolacca insularis Nakai
- Phytolacca japonica Makino
- Phytolacca latbenia (Moq.) Maxim.
- Phytolacca meziana H.Walter
- Phytolacca octandra L.
- Phytolacca polyandra Batalin – szkarłatka chińska
- Phytolacca pruinosa Fenzl
- Phytolacca rivinoides Kunth & C.D.Bouché
- Phytolacca rugosa A.Braun & C.D.Bouché
- Phytolacca sandwicensis Endl.
- Phytolacca sanguinea H.Walter
- Phytolacca tetramera Hauman
- Phytolacca thyrsiflora Fenzl ex J.A.Schmidt
- Phytolacca yunnanensis X.H.Li & Wen Zhou